# Titularbistum Rosalia
Rosalia war ein Titularbistum der römisch-katholischen Kirche. Es wurde 1918 aufgelöst.
| Titularbischöfe von Rosalia |                                            | |                    |                    |
| Nr.                         | Name                                       | Amt                                                                                                 | von                | bis                |
| 1                           | Artus de Lionne MEP                        | Apostolischer Koadjutorvikar von Siam (Siam) / Apostolischer Vikar von Se-Ciuen (Kaiserreich China) | 5. Februar 1687    | 2. August 1713     |
| 2                           | Jean-Jacques Tessier de Quéralay MEP       | Apostolischer Vikar von Siam (Siam)                                                                 | 17. September 1717 | 27. September 1736 |
| 3                           | Francisco Gutiérrez Galeano OdeM           | Weihbischof in Lima (Vizekönigreich Peru)                                                           | 21. April 1738     | 25. Januar 1745    |
| 4                           | Johann Gottfried Freiherr Groß von Trockau | Weihbischof in Eichstätt (Heiliges Römisches Reich)                                                 | 8. März 1745       | 15. September 1750 |
| 5                           | Jean-Antoine Buocher OFM                   | Apostolischer Koadjutorvikar von Shanxi / Apostolischer Vikar von Shanxi (Kaiserreich China)        | 21. Januar 1752    | 5. November 1765   |
| 6                           | Fidèle Sutter OFMCap                       | Apostolischer Vikar von Tunis (Osmanisches Reich/Französisch-Nordafrika)                            | 5. Juli 1844       | 2. August 1881     |
| 7                           | Henry Pinckney Northrop                    | Apostolischer Vikar von North Carolina (USA)                                                        | 16. September 1881 | 27. Januar 1883    |
| 8                           | Andrés Chinchón OP                         | Apostolischer Vikar von Amoy (Kaiserreich China)                                                    | 11. Dezember 1883  | 1. Mai 1892        |
| 9                           | Janós Jung                                 | Weihbischof in Vác (Österreich-Ungarn)                                                              | 19. Januar 1893    | 27. Februar 1917   |